# Nijūmon

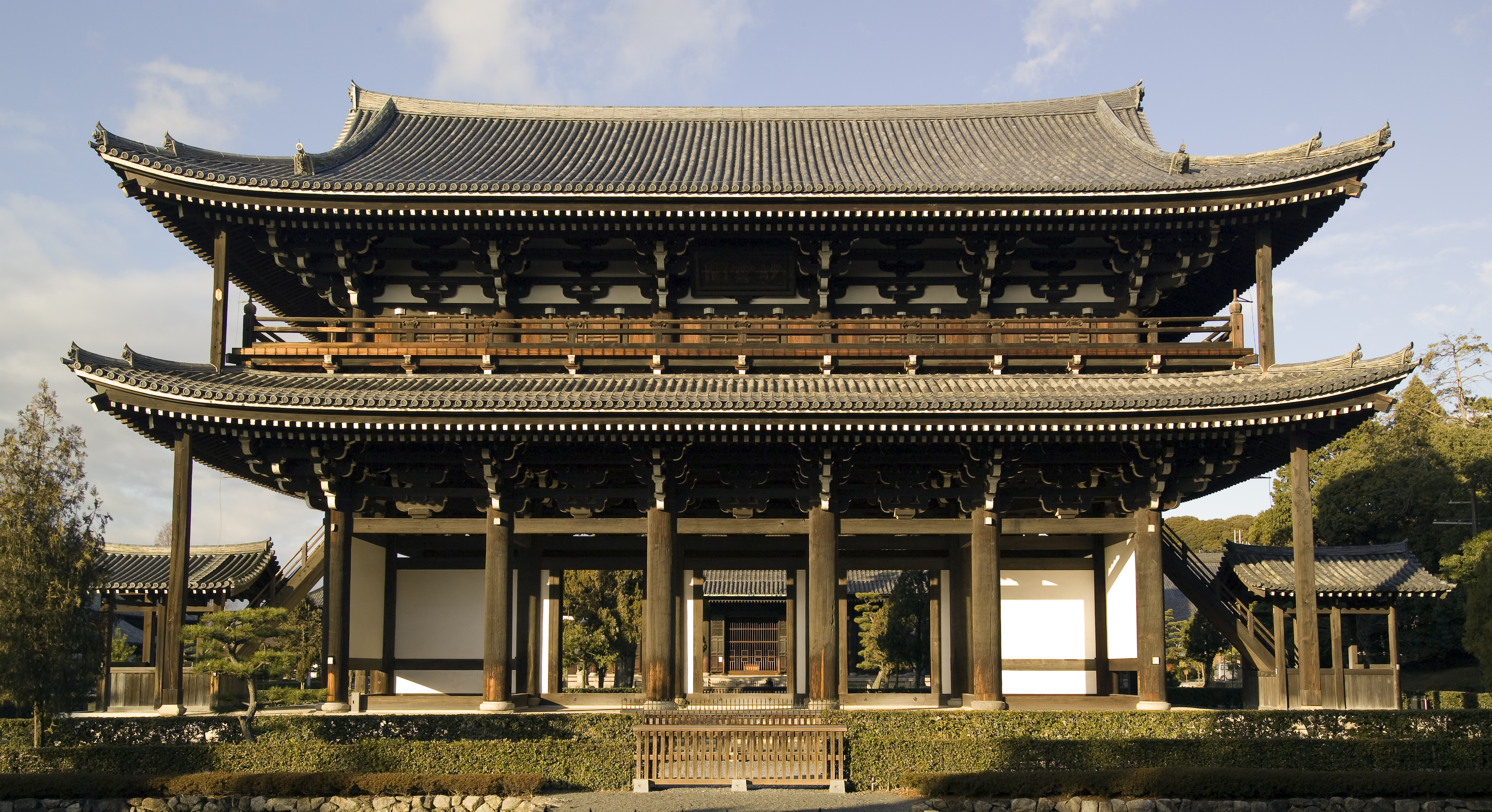
Un nijūmon (il sanmon del Tōfuku-ji, a National Treasure)

Il nijūmon (二重門? lett. "cancello a due piani") è uno dei due tipi di porta a due piani attualmente usati in Giappone (l'altro è il rōmon, vedi la foto nella galleria sotto), e può essere trovato nella maggior parte dei templi buddisti giapponesi. Questo cancello è distinguibile dal tetto sopra il primo piano che lambisce l'intero piano superiore, assente in un rōmon. Di conseguenza, ha una serie di supporti (tokyō) che sostengono la gronda del tetto sia al primo che al secondo piano. In un rômon, i supporti sostengono un balcone. I tokyō sono di solito a tre gradini (mitesaki) con travi di coda al terzo gradino. Un nijūmon è normalmente coperto da un tetto a due falde.
A differenza di un rōmon, il cui secondo piano è inaccessibile e inutilizzabile, un nijūmon ha le scale che portano al secondo piano. Alcune porte hanno alle loro estremità due sanrō (山廊?), 2 x 1 strutture ad alloggiamenti che ospitano le scale. Il secondo piano di un nijūmon di solito contiene statue di Shakyamuni o della dea Kannon e dei 16 Rakan, e ospita periodiche cerimonie religiose. I nijūmon grandi sono larghi 5 campate, 2 campate profonde e hanno tre ingressi, tuttavia lo Zōjō-ji di Tokyo, il tempio funerario del clan dei Tokugawa, ha un cancello che è una campata di 5 x 3. I più piccoli sono 3 x 2 campate e hanno uno, due o anche tre ingressi.
Di tutti i tipi di portali del tempio, il nujūmon ha la caratteristica d'essere il più alto, ed è quindi usato per cancelli importanti come lo chūmon (porta centrale) di antichi templi come Hōryū-ji. Il sanmon, la porta di un tempio Zen di altissimo prestigio, è solitamente un nijūmon. Alcuni nijūmon sono chiamati chūmon (中門? lett. "ingresso di mezzo") perché sono situati tra l'ingresso e il tempio.

## Galleria d'immagini

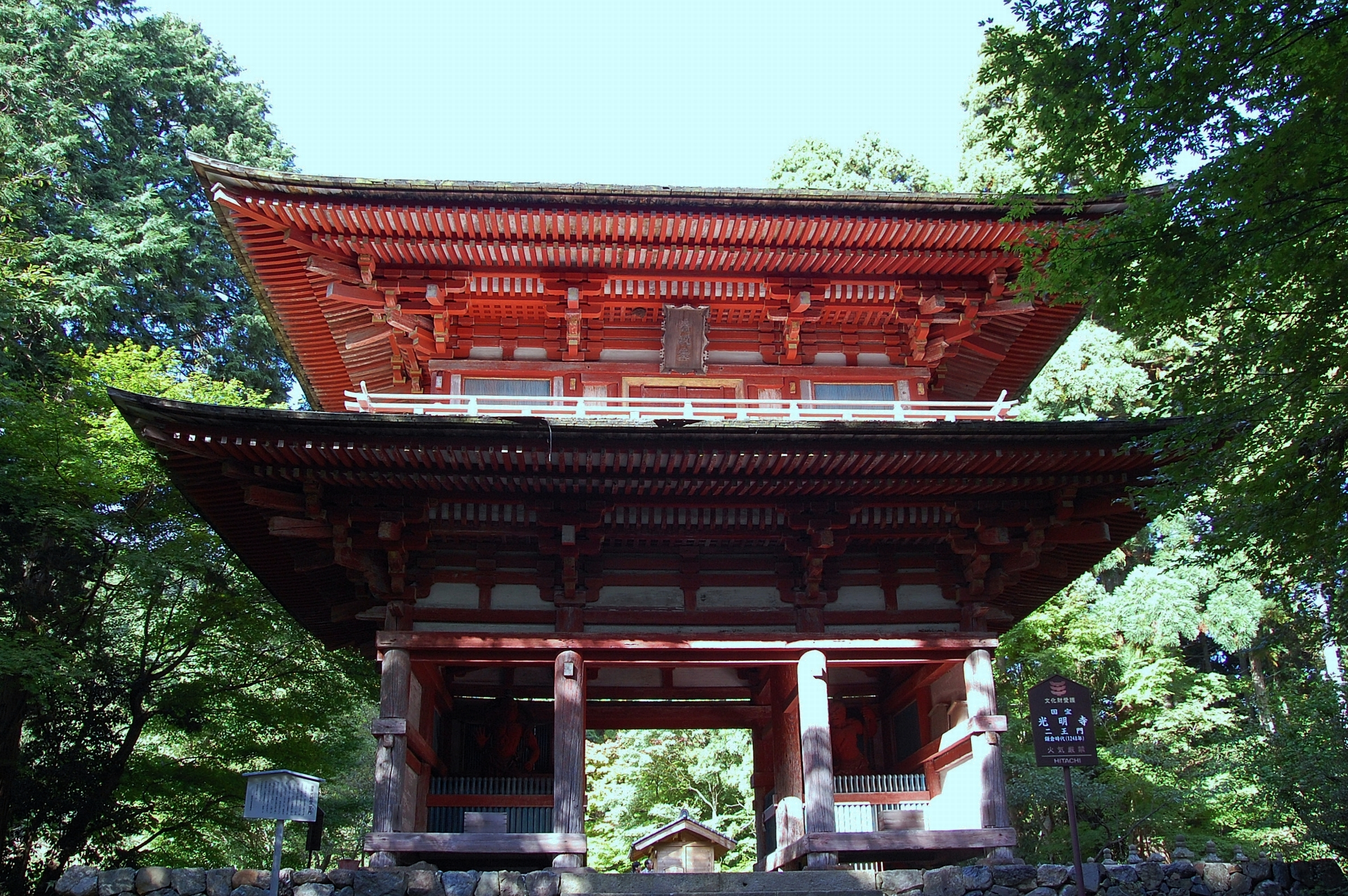
Il Niōmon del Kōmyō-ji a Ayabe (Tesoro nazionale del Giappone)
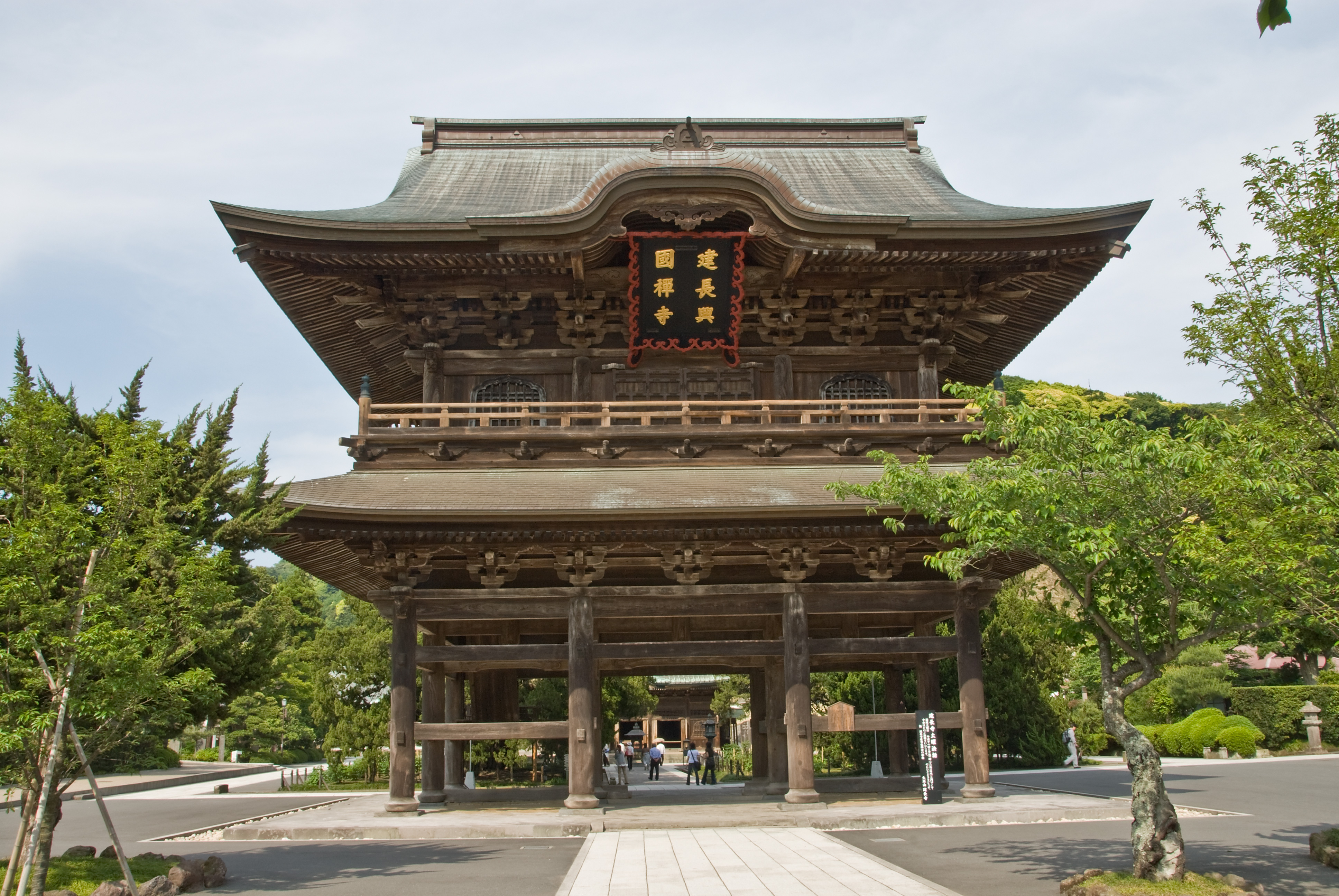
Un nijūmon. Notate il doppio tetto.
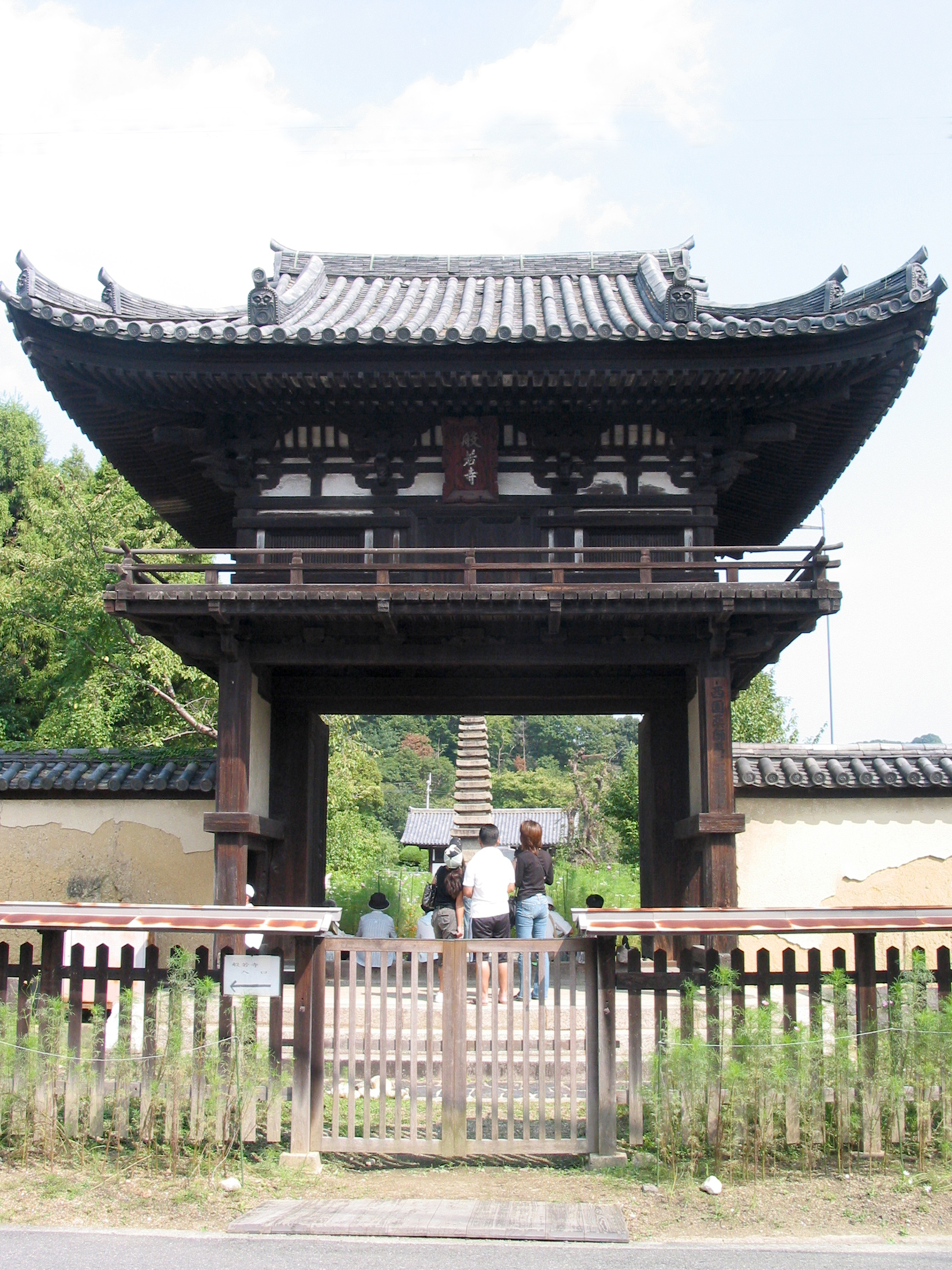
Un rōmon. Notate il balcone e il tetto singolo.
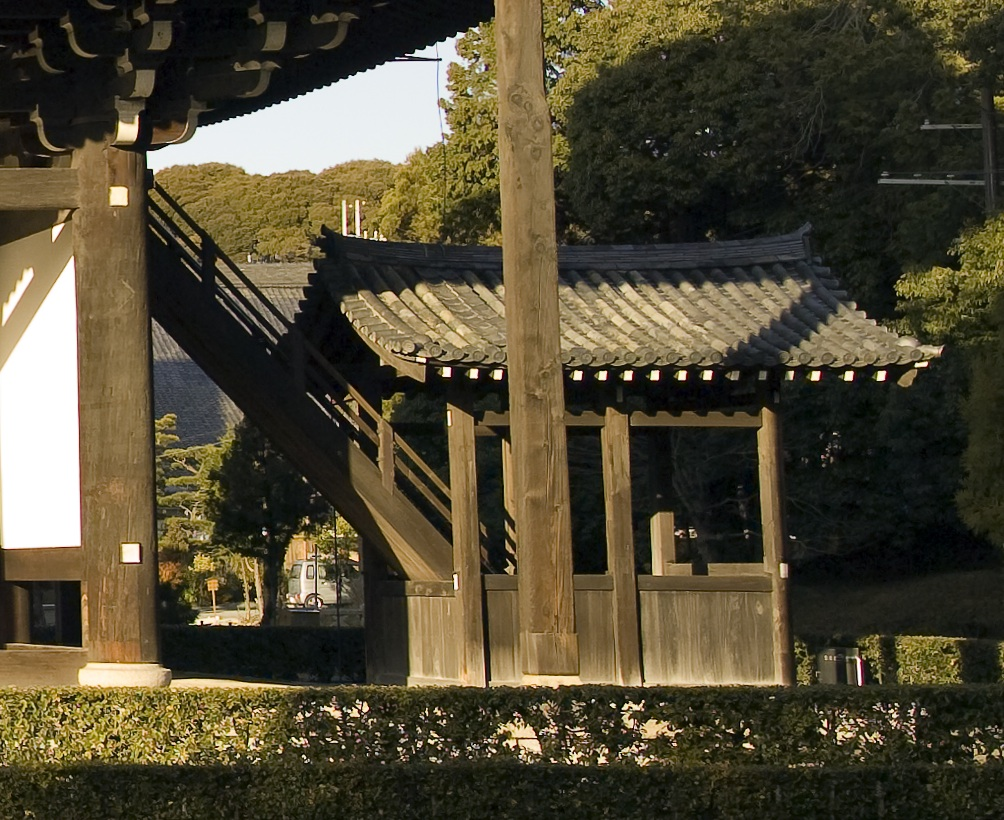
Uno dei sanrō del sanmon di Tōfuku-ji (particolare della foto sopra)

## Il secondo piano di unnijūmon
Alcune immagini interne del secondo piano di un nijūmon, in questo caso sanmon di Kōmyō-ji a Kamakura, prefettura di Kanagawa.

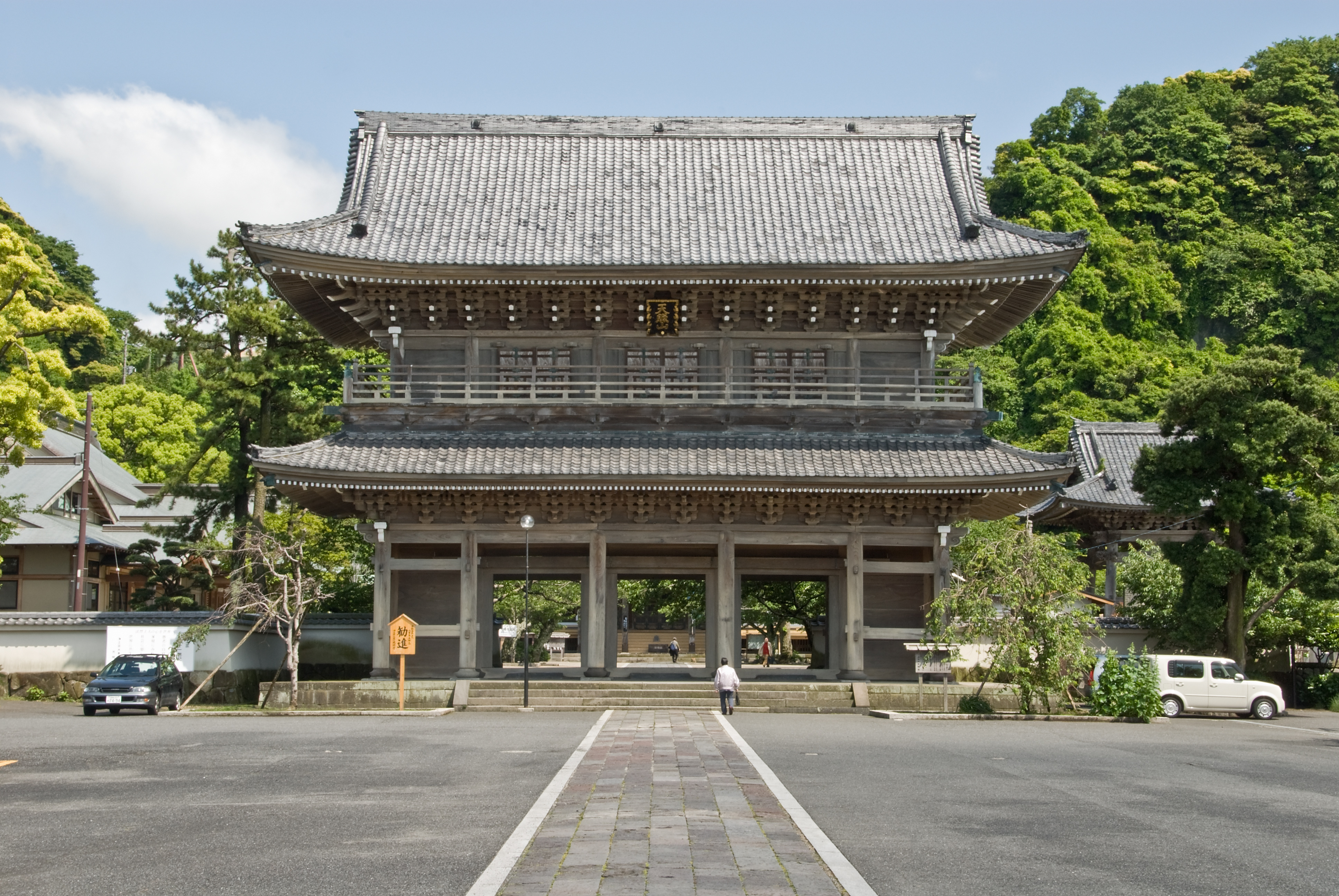
Un sanmon
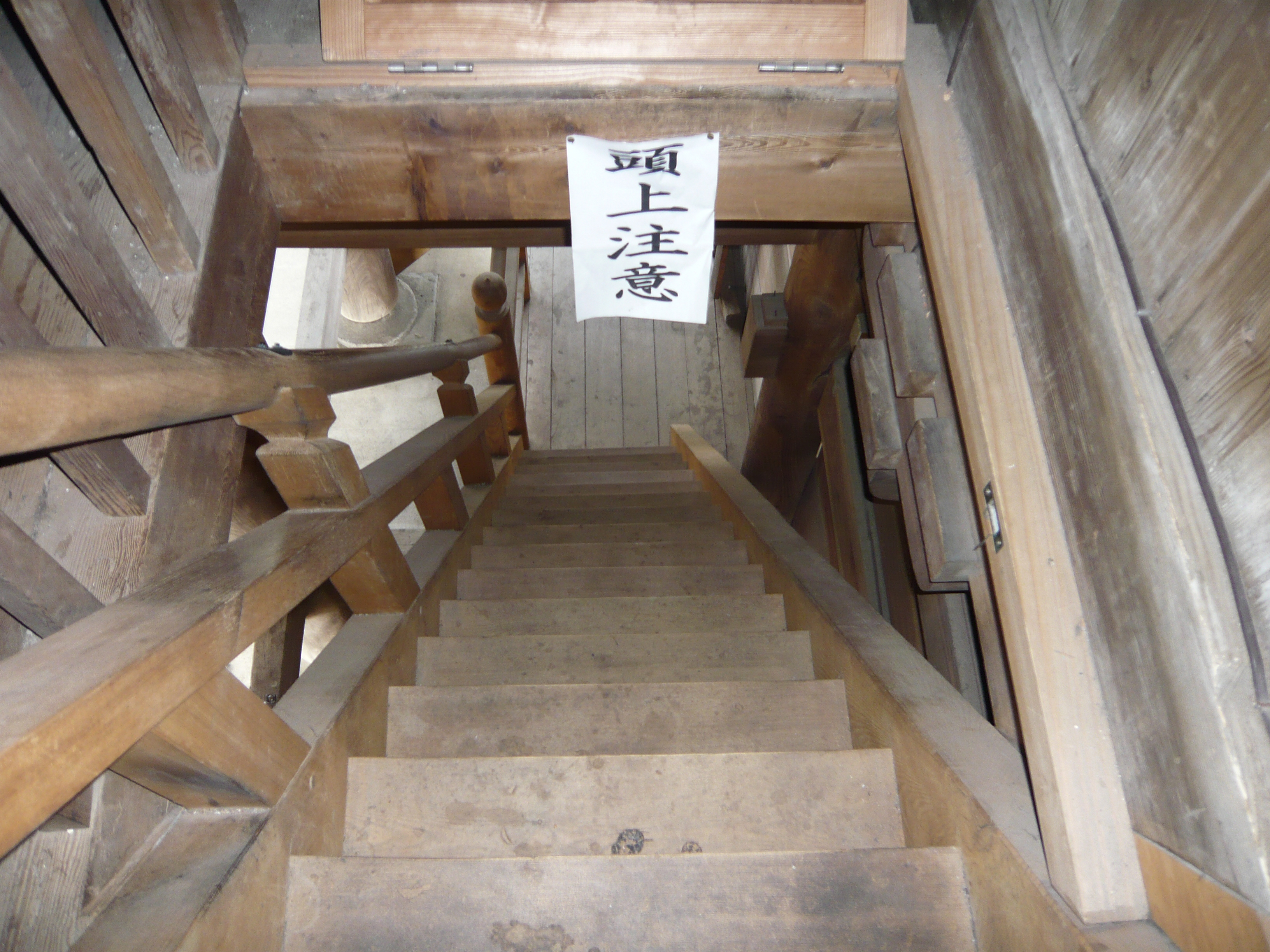
Le scale per il secondo piano
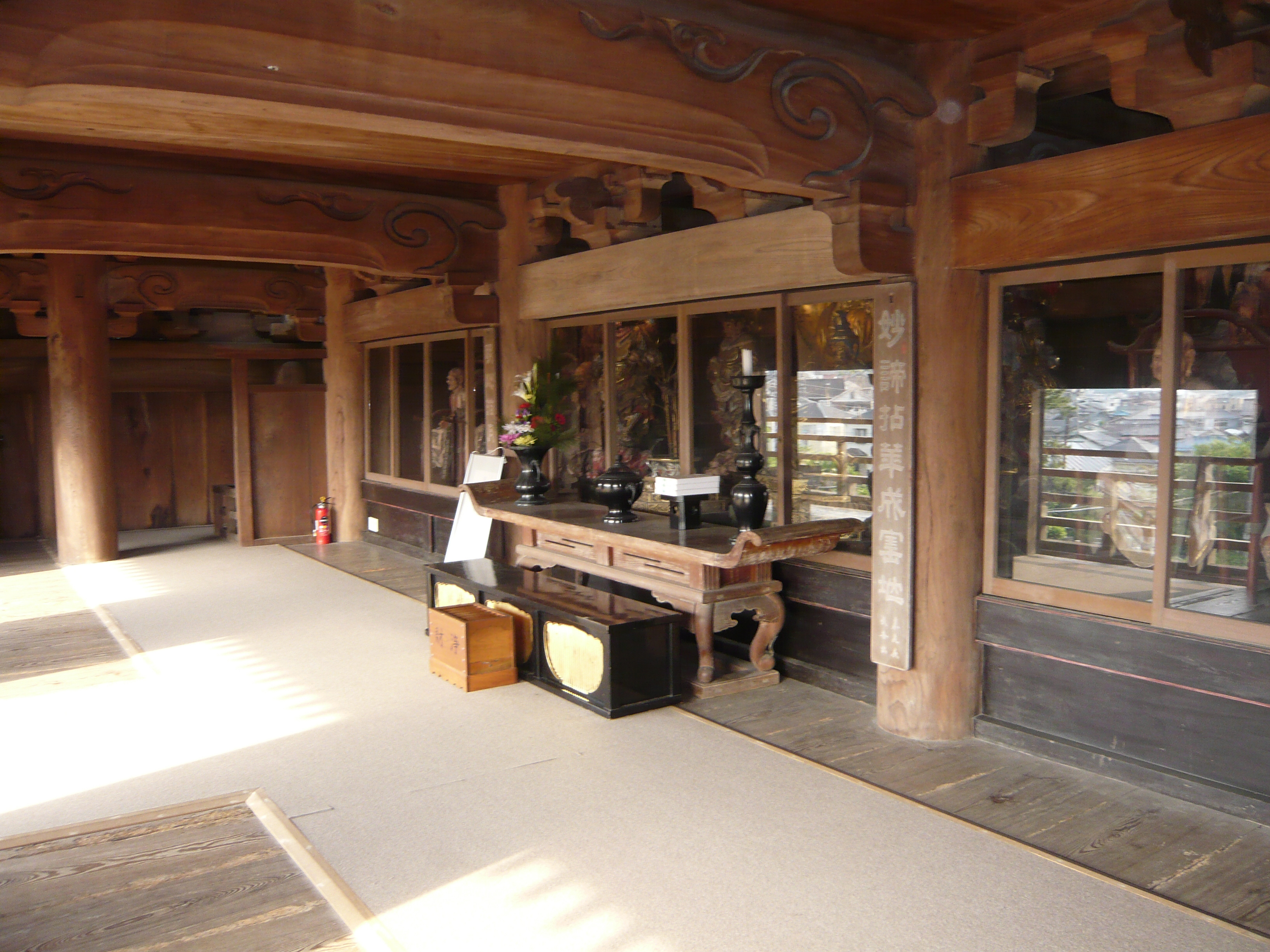
Il secondo piano
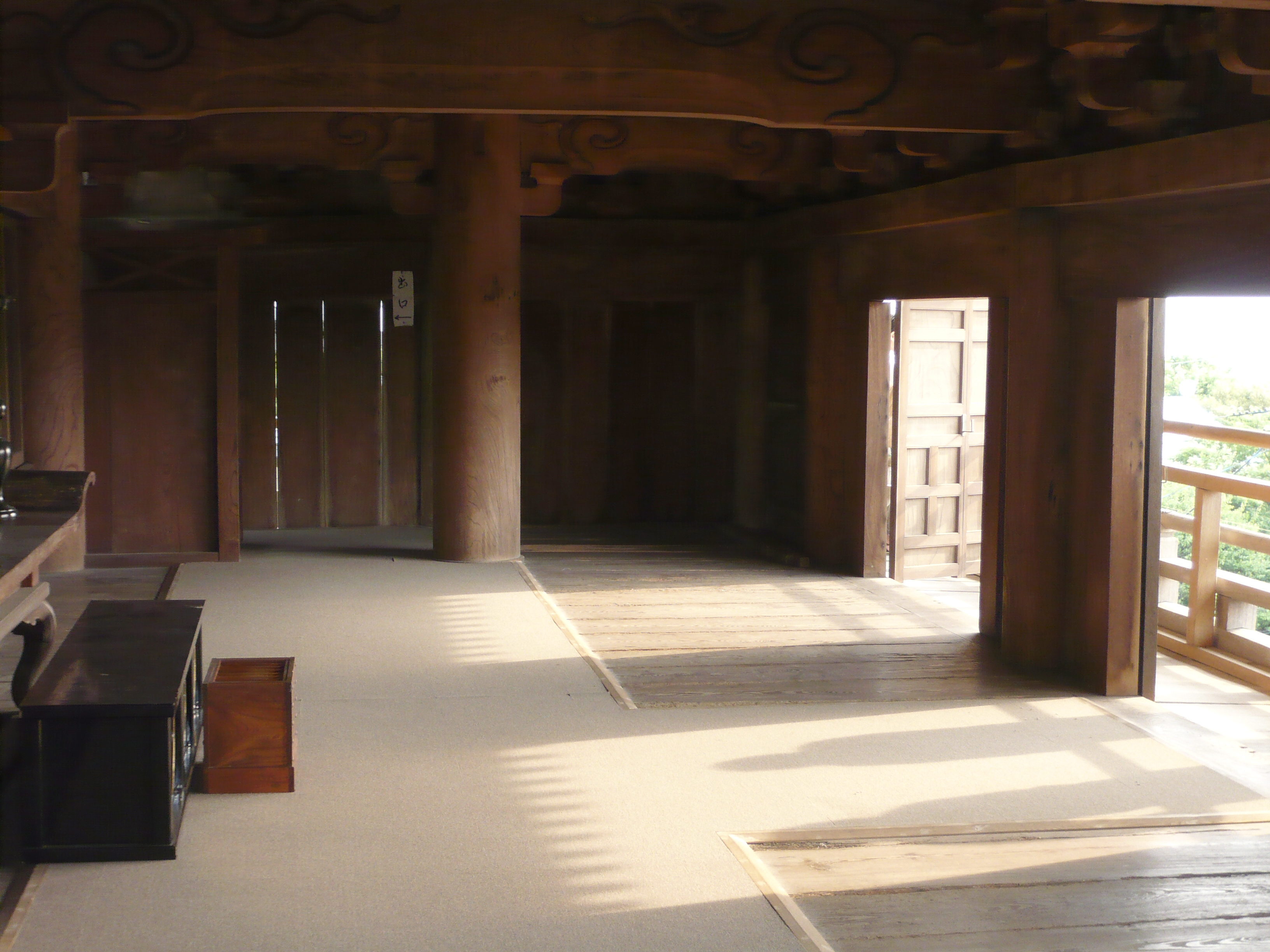
Secondo piano, uscita sul balcone
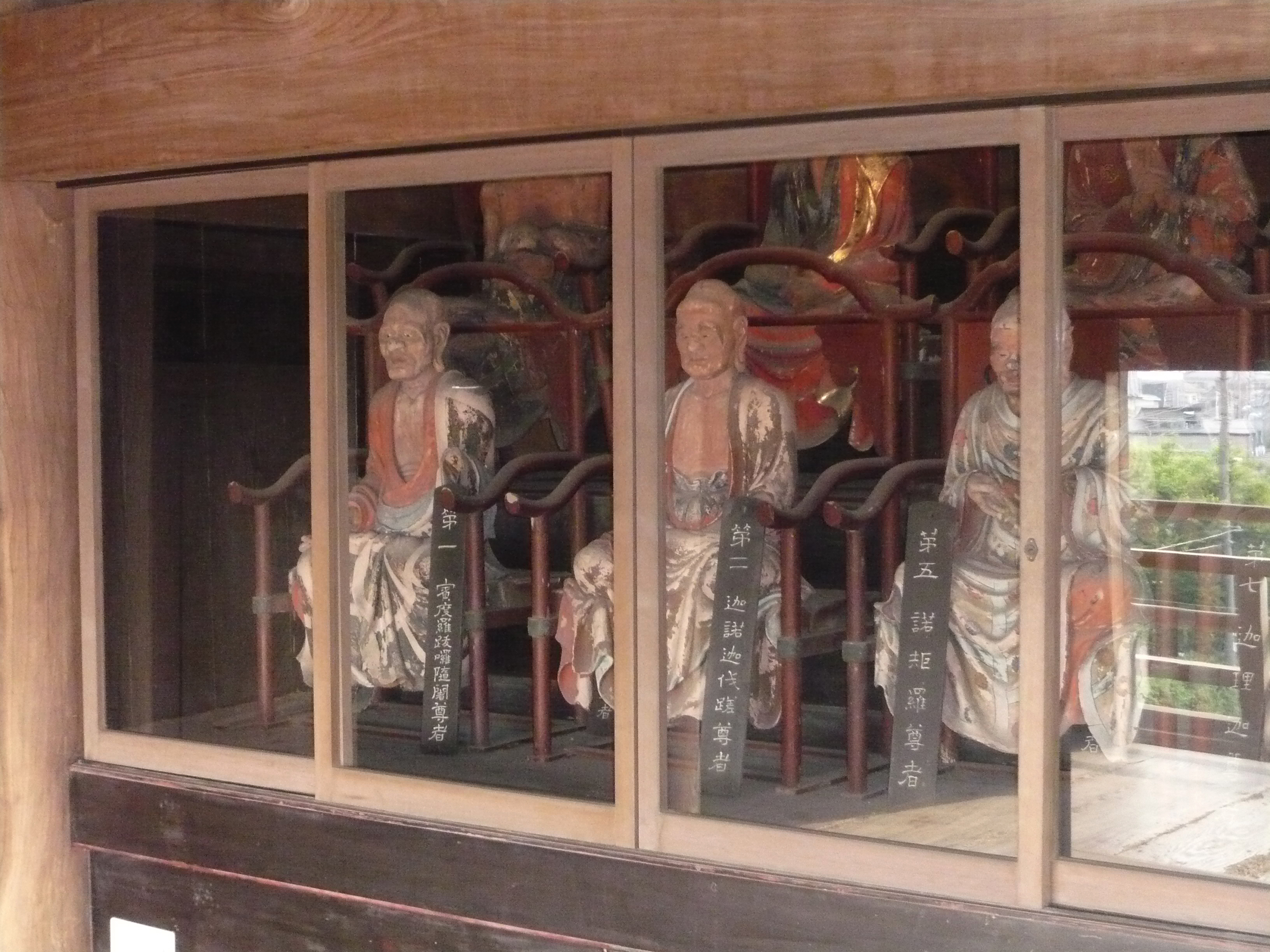
Immagini sacre nella stanza principale